# 上海牌手表
上海牌手表，是中国大陆的一个手表品牌，于1955年推出，其出產的表是中国历史上第一块细马手表。由于中华人民共和国开国总理周恩来曾佩戴过上海牌手表，因而被誉为中国的“国表”或“中华第一表”。现时上海牌手表由上海表业有限公司生产。

## 标志
上海牌手表最初采用的是楼宇型标志。据标志设计者陈家昌介绍，他受上海大厦造型的启发，把“上海”两个字巧妙组合起来，呈下宽上窄等腰三角形结构，体现自强不息、傲然崛起的内涵。后来，上海手表厂工程技术人员汪瑗从毛泽东题写的“好好学习，天天向上”与《满江红·和郭沫若同志》两幅手工艺迹中，分别采集了“上”和“四海翻腾云水怒”的“海”字进行组合，即为现在的上海牌标志。

## 历史

### 早期历史

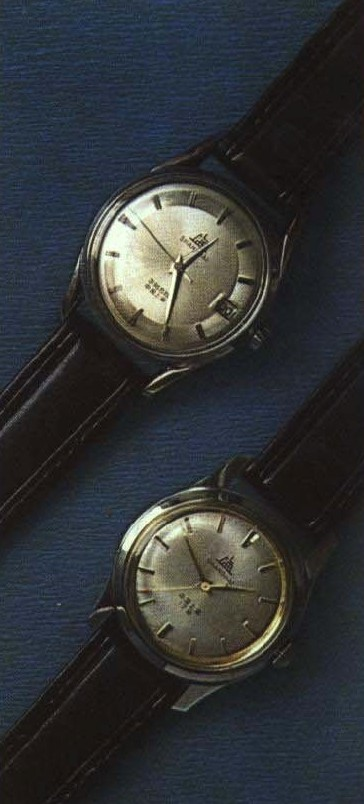
1960年代的上海牌手表

在上海牌手表诞生之前，上海有生产粗马手表的能力，但粗马是用钢丝做成的，由于结构工艺简单、精度差，只能用于闹钟、秒表、定时器。1954年，当时的国家经委主任李富春在上海视察时提出：“我国有6亿人民这样大的市场，手表工业大有作为。希望上海能生产我国自己制造的手表。”1955年4月，上海钟表行业的几十名师傅联名给中共上海市委写信，希望能够制造中国人自己的细马手表，后市委公开回应表示支持。同年7月9日，上海市第二轻工业局与上海钟表同业公会组织大光明钟厂、中国钟厂等13家钟厂和建国仪表厂、华康钟表材料行、慎昌钟表店，以及艺星、和成、华成、中苏等4家工业社，加上6名从事钟表修理的个体技工共58人，组成手表试制小组。第一次计划试制的是12只仿瑞士“赛尔卡”细马防水手表。第一批试制的长三针（17钻）细马手表150只零件零件由参加试制单位和人员分头制造，大光明钟厂工程师曲元德研制小钢马，中国钟厂工程师阮顺发承担主夹板试制。但这些手表是用做琴用的音簧铜片、雨伞的钢丝骨、缝衣针等原料加工而成的。9月26日，第一批18只细马手表在上海试制成功，这些手表打上了“第一批试制”、“中国上海”的字样。1956年初，上海轻工业局开始筹办上海手表厂。同年9月，第二批18只手表试制成功，并命名为“东方红”和“和平”牌。
1958年7月1日，第一批100只上海牌手表在上海市第三百货商店试销，型号为A581型，寓意为“1958年第一种机芯”，售价为每块60元人民币。试销当天，100只上海牌手表一开门就被抢购一空。上海市第三百货商店还为买不到的顾客办理登记预售，一个上午的登记人数就超过1000人。当天《新民晚报》还对此事件进行了报道，标题为《第三百货今晨顾客盈门争买首批上海牌手表》。该款手表亦为前中华人民共和国国务院总理周恩来佩戴。后来周恩來还購買了上海牌A623日曆表。據周恩來身邊工作超過二十年的衛士長成元功的《周恩來總理衛士長回憶錄》中記述，當周恩來從报纸廣告上得知上海牌生產了各種功能的腕表後，感到十分高興，還立刻購買了一款A623日曆表。此后周恩来率代表團到莫斯科參加代表大會，亦佩戴着這枚腕表。这块手表被周恩来终身佩戴，直至逝世。周恩来所佩戴的A623日曆表现已被中国人民革命军事博物馆收藏。
中华人民共和国建国之初，手表需要凭票券购买。由于当时的市场供应极其有限，上海牌手表成为当时男士身份的象征，也是1970-1980年代中国人的结婚“三大件”之一（其余两件分别是永久/凤凰牌自行车和蜜蜂牌缝纫机）。当时还流行一句俗语，即“如果没有上海牌手表，就没有姑娘会嫁给你”。
1970年，中华人民共和国轻工业部在钟表工作生产工作会上提出了手表生产的统一规划，并组织了机械手表统一机芯设计工作。后来国产表有了统一标准，这些生产出的国产表被称为“统机表”（即统一机芯的手表），当时全国38家计划内手表厂都逐步开始生产统机表。同年上海手表厂共生产了228万只上海牌手表，由此中国手表开始摆脱依赖进口的历史。

### 改革开放后
1980年代，中国手表凭票供应被取消，后来中国各地所有手表厂均出现库存。中国改革开放后，外国品牌机械手表和电子表潮水般蜂涌入中国大陆市场，上海手表厂陷入危机。当时120元人民币的全钢手表贱卖到十几元，但也没人购买。而厂里员工每人每月的生活费只有300元。
1990年10月29日，上海手表厂生产出第一亿只上海牌手表。从1958年到1995年，上海手表厂累计生产手表1.2亿只，缴税金额达52亿元人民币。

### 21世纪
2000年上海手表厂进行了改制并重组，更名为上海表业有限公司。原来的技术人员和品牌予以保留，并开始生产世界中低档机械表机芯。2008年，中国宇航员翟志刚在搭乘神舟七号时，手上佩戴的航天表便由上海表业有限公司生产。2010年，上海牌手表被中华人民共和国商务部认定为中华老字号。

## 里程碑产品
- 和平手表
- 东方红手表
- A581手表
- A623手表
- SS4型军用腕表
- SB型腕表
- SS1型腕表
- ZSH型腕表
- 陀飞轮（2006年推出）[17]